# Madeleine Dior
Pour les articles homonymes, voir Dior.
Marie Madeleine Juliette Martin, née à Angers le 3 janvier 1879 et morte le 4 mai 1931 à Nogent-sur-Marne[réf. souhaitée] (Val-de-Marne) ou à Granville, est la femme de l'industriel Maurice Dior (1872-1946). Elle est aussi la mère du grand couturier Christian Dior (1905-1957) et de la résistante Catherine Dior (1917-2008).

## Biographie
Madeleine Martin est la fille d’un avocat d’Angers et de Juliette Surosne, originaire du Calvados. Raoul  Martin meurt jeune et Madeleine, alors âgée de douze ans, est élevée par sa mère.
En 1898, à dix-neuf ans, elle épouse Maurice Dior, de six ans son aîné. Le couple emménage dans le centre de Granville, dans la Manche, d’où Maurice Dior est originaire. Ils auront cinq enfants : Raymond en 1899, puis Christian en 1905, Jacqueline en 1902, Bernard en 1910, et Ginette, qui se fera appeler Catherine, en 1917.
Pour satisfaire Madeleine, à qui la maison du centre-ville ne plaît pas, la famille Dior achète, en 1905, une propriété située à Granville toujours, mais à l’extrémité d’une falaise, face à la mer. Cette villa, battue par les vents, s'appelle Les Rhumbs, du nom des trente-deux divisions de la rose des vents. Elle est dotée d’un grand terrain que Madeleine Dior va s’employer à transformer en jardin méridional, maîtrisant l’hostilité des vents salins pour faire pousser des plantes délicates.
En 1910, profitant des revenus de l’entreprise de Maurice Dior qui connaît alors un vif succès, la famille déménage à Paris, rue Richard-Wagner, rebaptisée depuis rue Albéric-Magnard. Madeleine Dior y brille par ses qualités de maîtresse de maison et de femme de goût, décorant l’appartement dans le style Louis XVI-Passy alors en vogue. Elle se surpasse pour donner des dîners servis par des maîtres d’hôtel en gants blancs, composant des bouquets qui font l’admiration de ses hôtes.
En 1914, la famille décide de passer la guerre à l’abri et retourne vivre dans la villa de Granville, qui lui servait de maison de vacances depuis 1910. Comme toutes les dames de la bonne société de la région, Madeleine Dior participe à l’effort de guerre. Dans son autobiographie, Christian Dior se souvient de cette époque où les femmes sont occupées « par la confection de la charpie, les hôpitaux, les lettres du front et les séances récréatives pour (les) blessés ». En 1918 les Dior retournent vivre à Paris, non loin de l’appartement qu’ils occupaient avant la guerre.
En 1930, Bernard, l’avant-dernier enfant de la famille, est atteint d’une grave maladie nerveuse. Madeleine Dior, sans doute minée par ce qui arrive à son fils, meurt l’année suivante. Jacques Bonjean, galeriste et ami de Christian Dior, la décrit comme une « femme, élégante et fine, lointaine par moments, gracieuse toujours ».

### Le jardin des Rhumbs à Granville
Tout au long de sa vie, Madeleine Dior vit sa passion pour les fleurs en transformant le terrain battu par les vents qui entoure sa villa de Granville en un beau jardin à l’anglaise. Dans un premier temps, elle fait ajouter à la façade de la maison une véranda qui abritera un jardin d’hiver, et planter un petit bois de pins parasols pour protéger du vent ses plantations. Le choix de ces arbres est alors audacieux pour la côte normande. Elle fait aussi édifier des murs brise-vent pour protéger la propriété, et finit par faire construire une serre où les plantes seront entreposées durant l’hiver. Sur une idée de Christian Dior, cette serre sera remplacée en 1925 par une pergola et un miroir d’eau, près desquels une roseraie sera installée peu de temps après. L’élaboration du jardin devient un travail à quatre mains, qui lie Madeleine Dior et son fils : ce dernier s’occupe de l’organiser en y plaçant du mobilier, tandis qu’elle se charge des plantations. Le résultat de ces aménagements est une structure de végétation complexe, qui permet d’abriter du vent les fleurs les plus délicates : « La végétation a été plantée par Madeleine Dior de façon à avoir des rideaux de végétation protecteurs, pour que le deuxième soit plus précieux, et pour que le troisième consiste en des plantes qu’il aurait été impossible de faire pousser ici : du géranium, des roses, du jasmin… Tous ces remparts constituent des couches, des constructions, des effets de motifs », explique l’actuel paysagiste du jardin.
James de Coquet, journaliste au Figaro, se souvient s’en être émerveillée lors de sa visite aux Rhumbs en 1929 : « Je fis compliment à Madame Dior de son beau jardin. Je lui dis qu’elle devait avoir un excellent jardinier.»[source insuffisante]
En 1997, la villa, propriété de la ville de Granville depuis 1932, devient le Musée Christian-Dior. Le jardin, œuvre de la vie de Madeleine Dior, est un des rares « jardins d’artistes » du début du XXe siècle à être conservés ; il constitue aussi un objet d’étude privilégié pour les étudiants paysagistes.

### Influence sur l’œuvre de Christian Dior
Madeleine Dior est particulièrement proche de son fils Christian, le futur couturier : aux yeux de ses autres enfants, il est son « favori » et il la suit partout, depuis son jardin de Granville jusque chez Orêve, son fleuriste parisien de prédilection, en passant par la couturière Rosine Perrault. Madeleine Dior suit en effet la mode de près, comme en témoigne une robe des années folles conçue par elle et exposée au Musée de Granville.
C’est le souvenir de sa mère qui habite le couturier lorsque, des années après sa mort, la veille de son premier défilé, il s’écrie en regardant la façade de la Maison qui porte son nom avenue Montaigne : « Si Maman avait vécu, jamais je n’aurais osé. » De même que l’on ressent dans l’œuvre de Charles Baudelaire la présence de sa mère Caroline, et dans celle de Marcel Proust l’influence de sa mère Jeanne, Madame Dior marque toute l’œuvre de son fils. À propos de la maison de Granville, Christian Dior écrit : « J’en garde le souvenir le plus tendre et le plus émerveillé. Que dis-je ? Ma vie, mon style, doivent presque tout à sa situation et à son architecture », ou encore « (elle) était crépie d’un rose très doux, mélangé avec du gravier gris, et ces deux couleurs sont demeurées en couture mes teintes de prédilection. » Mais, c’est surtout le jardin de sa mère qui marque profondément le couturier : ayant passé une partie de son enfance à apprendre le nom des fleurs et leur description dans des catalogues d’horticulture, Christian Dior s’inspirera d’elles pour dessiner les silhouettes qui feront son succès dès 1947 avec la ligne Corolle. La décoration de l’appartement des Dior à la Muette s’inscrit aussi dans l’imaginaire du couturier : on y retrouve des allusions dans le style Louis XVI qui inspire la décoration des boutiques Dior. Enfin, c’est de l’allure de Madeleine Dior que se souvient le couturier lorsqu’il invente le célèbre New Look, dont la taille cintrée, les hanches marquées et la gorge mise en valeur rappellent les silhouettes féminines de la Belle Époque. Longtemps après la mort du couturier, la maison Dior continue à rendre hommage à cette muse, comme au défilé automne hiver 2005 signé John Galliano, où une robe d’inspiration belle époque est baptisée « Madeleine ».